# Mariya Savinova
Mariya Savinova (Chelyabinsk, 13 de agosto de 1985) é uma atleta meio-fundista campeã olímpica e mundial russa.
Especialista nos 800 metros, conquistou o título de campeã europeia em Barcelona 2010, campeã mundial em pista coberta em Doha 2011 e campeã mundial em Daegu 2011, na Coreia do Sul. Nos Jogos Olímpicos de Londres 2012, conquistou a medalha de ouro e o título de campeã olímpica ao vencer a prova em 1m56s19.
Em novembro de 2015, uma comissão independente de investigadores da WADA, a agência mundial esportiva antidoping, recomendou o banimento perpétuo de Savinova por violações contínuas da política anti-drogas da agência, com relação ao escândalo de dopagem descoberto após os Jogos de 2012 em atletas russos que participaram daquela Olimpíada.:33
Em 10 de fevereiro de 2017, a Corte Arbitral do Esporte suspendeu a atleta por quatro anos. Foram cassadas a medalha de ouro dos 800 m em Londres 2012 e as medalhas conquistadas nos mundiais de Daegu 2011 e Moscou 2013.